# 象海豹属
象海豹属，是鳍足类海豹科的一属。主要分两种：北象海豹和南象海豹。雄性南象海豹不仅是最庞大的鳍足动物，更是地球上最大的食肉目动物。

## 特征

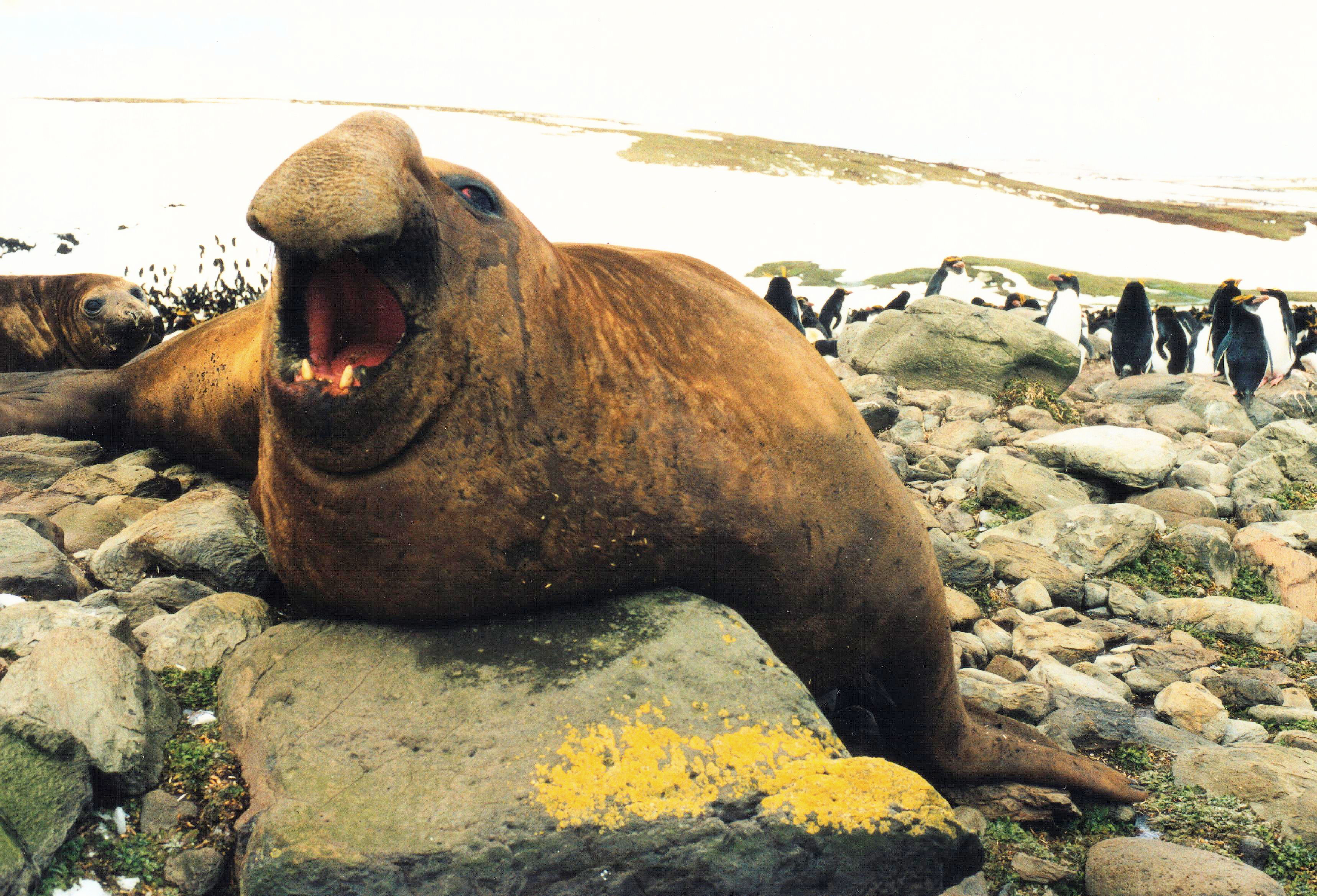
雄性南象海豹在凯尔盖朗群岛

象海豹的名字源自它巨大的体型和成年雄性的大鼻子，能发出非常响亮的吼声，特别是在交配季节。区别于海象，象海豹没有发达的獠牙。雄性南象海豹体长4至6米，可重达4吨。雄性北象海豹的体长亦可达4.3至4.9米，重约2455公斤。

## 生理学

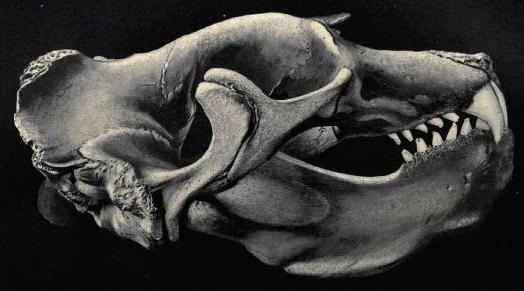
北象海豹头骨

象海豹一生中的80%时间在海洋中度过。可以在水中屏住呼吸长达100分钟，比任何鲸都长。象海豹能潜入海下1500米深。平均潜水深度约300至600米，通常雌性潜约20分钟，雄性60分钟，以寻找食物，如鳐、鱿鱼、章鱼、鳗鱼、小鲨鱼和大型鱼类。象海豹胃中常伴有胃结石，用以帮助研磨食物。象海豹体内有大量血液，血含量占全身总体积的百分之二十。携氧血液使象海豹最长达2小时的水下活动能力。
象海豹眼睛大且圆，呈黑色。有后肢和尾鳍，每一只脚有五个长蹼的趾。象海豹会用鳍来支撑及推动身体，能够在短距离内走得很快，速度达至每小时8公里。象海豹生性暴躁，战斗力极强。

## 分布
北象海豹主要分布于太平洋沿岸的美国、加拿大和墨西哥，北至阿拉斯加及英屬哥倫比亞，南至加利福尼亞州及下加利福尼亞州沿岸。
南象海豹被发现在南半球的岛屿上，如麦夸里岛、南乔治亚岛、新西兰、南非、阿根廷瓦尔德斯半岛是世界第四大的象海豹海岸。

## 图库
- 南乔治亚岛象海豹
- 象海豹聚集于美国加利福尼亚州海滩
- 雌性雄性及幼崽
- 在换毛季节附近的北象海豹
- 雄性打架
- 象海豹吻部
- 幼年南象海豹
- 雄性象海豹在打架，麦夸里岛
- 象海豹躺在加利福尼亚州
- 雄性打架